# Brétigny (Normandia)
Brétigny è un comune francese di 170 abitanti situato nel dipartimento dell'Eure nella regione della Normandia.

## Società

### Evoluzione demografica
Abitanti censiti